# Nymphon neelovi
Nymphon neelovi is een zeespin uit de familie Nymphonidae. De soort behoort tot het geslacht Nymphon. Nymphon neelovi werd in 1993 voor het eerst wetenschappelijk beschreven door Pushkin. 